# Stane Frim
Stane Frim, slovenski politik, poslanec in ekonomist, * 4. marec 1960, Maribor.
Leta 1992 je bil izvoljen v 1. državni zbor Republike Slovenije; v tem mandatu je bil član naslednjih delovnih teles:
- Odbor za finance in kreditno-monetarno politiko,
- Odbor za gospodarstvo,
- Komisija za evropske zadeve in
- Komisija za nadzor nad delom varnostnih in obveščevalnih služb.

Znova je za poslanca kandidiral leta 2008, a ni bil izvoljen.